# ブレザオラ

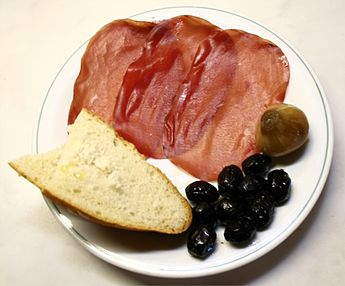
ブレザオラ

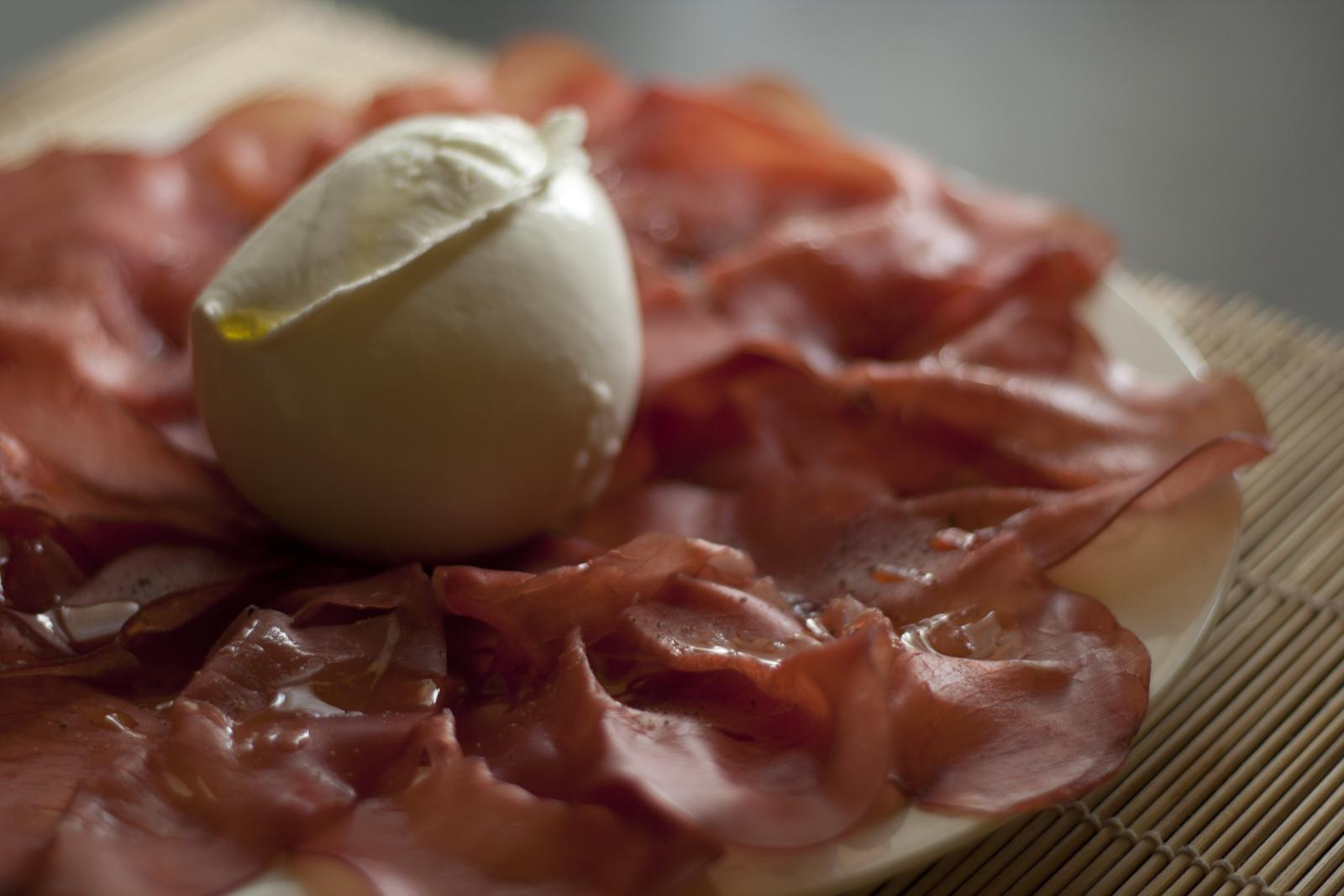
ブレザオラ

ブレザオラ（イタリア語: Bresaola [breˈzaːola]）は塩漬けされた肉製品であり、生ハムの一種である。元々はヴァルテッリーナ（イタリア、ロンバルディア州）のもので、イタリア北部の様々な地域で様々な種類のものが作られている。これは馬肉、牛肉、鹿肉、豚肉など使用される肉の種類または、生産方法で区別されている。ブレザオラは通常、円柱または並行六面体のような形をしているとされるが、大体は規則的な形をしている。ブレザオラを切ると脂肪沈着および結合組織による赤みがかった色をしている。これはスライスされ前菜あるいは主菜として出される。味付けには様々なスパイスが使用されている。スライスした後は早めに食べることがすすめられる。

## 種類
Bresaola della Valtellina（ブレザオラ・デッラ・ヴァルテッリーナ）（ヴァルテッリーナのブレザオラ）
Bresaola della Valtellinaはヨーロッパ、または南米産の牛肉から生産されている。最も使用されるのは尻肉である。ちなみに骨に近い使わない部分からはズリンツェガ（Slinzega）というハムが作られる。
Bresaola di cavallo（ブレザオラ・ディ・カヴァッロ）(馬肉のブレザオラ)
アスティ県（ピエモンテ州）やヴェネト州（特にパドヴァ県）では馬肉でブレザオラが作られることが多い。脂肪がないもも肉が使われる。生産手順は塩漬けし、スパイスで香りを付け、乾燥させて最後は熟成させる。
Bresaola di cervo（ブレザオラ・ディ・チェルボ）(鹿肉のブレザオラ)
ノヴァーラ県（ピエモンテ州）では鹿のもも肉、肩肉を使ってブレザオラが作られる。これは赤ワインをベースとしたもので塩漬けされる。その後乾燥させ、熟成させると完成する。
Bresaola della Val d`Ossola（ブレザオラ・デッラ・ヴァル・ドッソラ）（ヴァル・ドッソラのブレザオラ）
ピエモンテ州のヴァル・ドッソラでは「塩漬け肉」としても知られる牛肉のブレザオラが生産されている。牛の尻肉が使われ、シナモン、クローブ、ニンニク、ローズマリー、ベイリーフ、好みでジュニパーを使って味付けされる。コンパクトで、固く、濃い赤色で脂肪分は少ない。
Bresaola affumicata（ブレザオラ・アッフミカータ）
ロンバルディア州のヴァルキアヴェンナで生産される牛肉のブレザオラの一種である。腸詰めされた後、松の木を使って燻製させて作られる。

## 歴史
もともと長期間の肉の保存を目的とした調理方法は過去から存在しており、長い期間を通してより良いものができるよう改良されてきた。その需要は徐々に増加しその対策のために大量生産されたが、品質が悪化することはなく、衛生面から見ると生産方法や安全面の考慮など生産者の技術も向上してきた。ブレザオラの生産に関する最初の文献は15世紀のものである。19世紀まではイタリア国内で享受されていたが、19世紀以降はスイスに輸出されたことをきっかけに世界に広まった。